# Faʼaʼamu

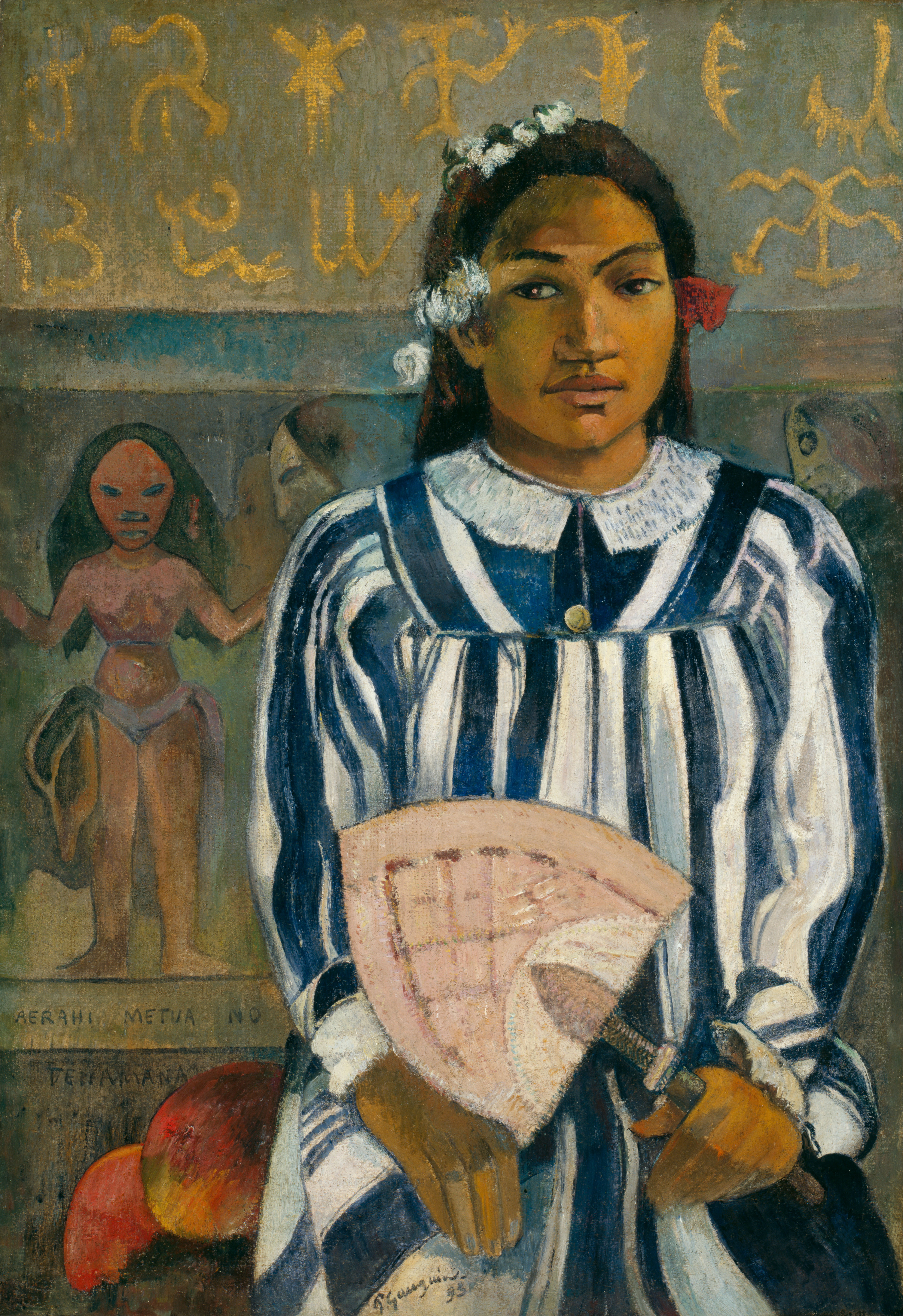
Paul Gauguin, Merahi metua no Tehamana, Tehaʼamana a plusieurs parents, 1893, Art Institute of Chicago, W.497.

L’adjectif faʼaʼamu (parfois utilisé comme verbe ou comme substantif) désigne les personnes et les pratiques autour du faʼaʼamuraʼa, les pratiques traditionnelles d’adoption ouverte, de confiage et de don d’enfant en Polynésie française, extrêmement répandues. Le mot vient du tahitien et a pour racine faʼaʼai ou faʼaʼamua, construit avec le causatif faʼa et le verbe ʼamu (« manger »), ensemble que l’on peut traduire par « pour nourrir » (tamaiti faʼaʼamu : enfant adoptif, metua faʼaʼamu : parent adoptif, nourricier, metua fanau : parent de naissance).
Le sociologue et anthropologue Christophe Serra Mallol souligne la proximité sémantique entre nourrir et adoption, le même terme, faʼaʼamua, pouvant désigner les « réceptions sous forme de nourriture données aux visiteurs » et également « les premiers fruits offerts aux dieux ». Il souligne que « par la puissance des représentations liées à la nourriture, le don de nourriture peut ainsi transformer des non-parents en parents ». Elle concerne essentiellement des enfants, quoique des personnes majeures étrangères aient pu être adoptées.
Le terme a le plus souvent remplacé en tahitien contemporain le terme faʼatāvai (racine : tāvai, « prendre soin de » ou « oindre ») qui était plus courant au milieu du XIXe siècle,.

## Présentation générale
Le faʼaʼamuraʼa est répandu dans toute la société polynésienne. Soulignant l’importance du faʼaʼamu dans le système de parenté en Polynésie, l’ethnologue Michel Panoff relève : 

« Il arrive qu’un couple promette de donner à un autre couple un enfant qui n’est pas encore né (¹ : dans ce cas l’adopté est appelé tamariʼi tapaʼo, enfant marqué) ; l’alliance ainsi nouée entre les deux familles est extrêmement étroite et possède la même fonction sociologique que le mariage. »

— Michel Panoff, La terre et l’organisation sociale en Polynésie
Pour Bernard Rigo, la fluidité du sujet polynésien à se définir selon les axes des sociétés polynésiennes est un facteur primordial :

« Si « les sociétés polynésiennes s’organisent selon deux axes, la filiation et la résidence », il faut ajouter que ni l’une ni l’autre ne constituent un cadre rigide, nécessairement subi comme la loi de la pesanteur : elles ne sont que les axes de mouvements et d’activations possibles. Ancrés dans la terre de ses ancêtres, le sujet polynésien garde la faculté de changer d’espace, de contracter des alliances, d’adopter ou de se faire adopter. »

— Bernard Rigo, Altérité polynésienne ou les métamorphoses de l’espace-temps
Dans l’atoll Rangiroa de l’archipel des Tuamotu qu’il étudie, l’ethnologue Paul Ottino relève que l’adoption est commune et même généralisée : « c’est son absence qui requiert explication ». Pour Monique Jeudy-Ballini, l’observation peut être étendue « à la presque totalité des sociétés mélanésiennes, polynésiennes et micronésiennes », comme trait commun des sociétés d’Océanie. Différentes études anthropologiques des années 1960 à 1990 en Polynésie française montrent la présence d’enfants faʼaʼamu à des taux compris entre 40 % et 80 % des maisonnées touchées dans certains territoires, avec une moyenne comprise entre 20 % et 40 %.

### Aux îles Marquises
Aux îles Marquises, deux pratiques anciennes ont évoqué l’adoption : l’échange de nom (haʼa inoa en ʼeo enata, ou haʼa ikoa en ʼeo enana) et l’adoption d’enfant.
L’échange de nom se pratique avec une autre personne du même sexe. « Cette pratique n’a lieu qu’entre personnes du même rang et la refuser est une insulte ». « Cet échange de nom donnait, jadis, à celui qui en était l’objet tous les droits de la personne qui y avait consenti, même sur sa femme ». Les deux personnes entrent mutuellement dans la famille et dans la parenté de l’autre, au même rang : le père de l’une devient aussi père de l’autre.
De même, l’adoption faisait véritablement entrer l’enfant dans la filiation de ses parents adoptifs :

« Dans les temps anciens, les droits de l’enfant adoptif (tama ʼapa) étaient considérables surtout si ses nouveaux parents étaient un couple princier stérile ; il prenait alors la situation d’un premier-né (tama hakaiki) »

— Louis Rollin, Mœurs et coutumes des anciens Maoris des îles Marquises

### À Rangiroa
À partir de ses recherches ethnologiques portant sur la parenté étendue à Rangiroa, Paul Ottino propose de distinguer la pratique du faʼaʼamu selon qu’elle est motivée par une volonté d’adoption ou qu’elle est « culturellement prescrite soit obligatoire ».
Les adoptions volontaires résultent généralement de causes fortuites : « l’occasion fait l’adoption ». Ces adoptions impliquent souvent du côté des parents de naissance leur liberté sexuelle liée au taureʼareʼa (période de sexualité libre des jeunes gens). L’absence de formalisation nette des motivations du côté des adoptants peut en revanche conduire à la suspicion que ces derniers prennent des faʼaʼamu pour en faire des tavini (« serviteurs »).
Les adoptions culturellement prescrites sont quant à elles exclusivement intrafamiliales et se justifient pour des « raisons de force majeure : séparation du ménage, maladie, mort ». Elles sont considérées comme obligatoires. L’ensemble des jeunes membres du ʼōpū hōʼē (« frères et sœurs du même lit et de leurs descendants sur une, deux, trois générations ») sont alors susceptibles d’être adoptés, généralement par les parents du conjoint « originaire » du lieu où il réside.

## Classification des différentes formes defaʼaʼamu
Pour Véronique Ho Wan, les différents types de faʼaʼamu sont de deux ordres :
- le faʼaʼamu intrafamilial,
- et le faʼaʼamu extrafamilial[19].

Elle qualifie le système faʼaʼamu intrafamilial comme étant le plus courant, suivant une coutume d’adopter les premiers moʼotua (« petits-enfants ») par les metua rūʼau (« grands-parents »). Elle définit une échelle d’étude des situations de l’enfant faʼaʼamu, avec deux extrémités :
- l’enfant sans référent familial stable ou maltraité,
- l’enfant avec statut juridique, que ce soit par une délégation d’autorité parentale, une adoption simple ou plénière[22].

Les motivations au faʼaʼamuraʼa, quoique rarement rationalisées voire formulées, ont été énumérées ainsi :
« 
- en guise de cadeau, d’échange ;
- pour sceller une amitié ;
- afin de se procurer un héritier ;
- pour sceller une alliance entre différents lignages, deux familles amies ;
- pour les couples sans descendance ;
- pour des raisons pratiques : santé, éducation… ;
- pour trouver à un “étranger” une place dans l’organisation sociale ;
- pour permettre aux jeunes gens de conserver leur insouciance de taureʼareʼa (période de la sexualité libre). »

Parmi les aspects positifs du faʼaʼamuraʼa, il est noté l’expression de la solidarité familiale et communautaire, permettant d’éviter les réels abandons d’enfants. Il peut permettre à certains enfants de se sentir désirés, objets de projet et d’investissement, lorsque les parents de naissance n’ont pas manifesté ce désir à leur égard. Les conditions de la réussite d’un projet d’adoption sont analysées comme reposant presque toujours sur une demande d’adoption émanant des postulants à l’adoption, le plus souvent en âge d’être parents, avec des enfants très jeunes. Pour les aspects négatifs, il est souligné, que les enfants faʼaʼamu se retrouvent en forte proportion dans la délinquance juvénile. Ces derniers cas proviendraient d’adoptions qualifiées de « ratées », caractérisées par des adoptions « à la sauvette », sans projet et sans réel désir, non stable (l’enfant étant repris au bout d’un certain temps par ses premiers parents, ou menacé de l’être), et sans encadrement juridique. Les conséquences pour l’enfant sont caractérisées comme le développement d’un sentiment d’angoisse, d’exclusion, de l’incertitude, et un manque affectif.
D’après Paul Ottino, l’adoption des petits-enfants par les grands-parents occupe un statut à part qui repose sur la conviction profonde de l’existence d’un lien solide entre générations alternées. Les petits-enfants sont souvent l’objet de la sollicitude de leurs grands-parents qui peuvent les réclamer auprès des parents de naissance. Contrairement aux parents adoptifs appelés metua tāne (« père ») ou metua vahine (« mère »), les grands-parents adoptifs sont appelés metua rūʼau (« grands-parents ») même lorsque ces derniers sont moins âgés que les premiers. Pour ces raisons, l’adoption des moʼotua (« petits-enfants ») par les metua ruʼau n’est pas toujours perçue comme du faʼaʼamu : comme le signale Paul Ottino à propos des Polynésiens de confession sanito installés à Rangiroa, ces derniers transigent avec leur foi et leurs ministres (opposés à la pratique du faʼaʼamu), arguant que l’adoption des petits-enfants par leurs grands-parents n’en est pas une.

## Traitement juridique
La Polynésie française n’a pas l’équivalent du statut civil coutumier de Nouvelle-Calédonie,, l’article 75 de la Constitution de la Cinquième République française ne s’y appliquant pas. De plus, le Code de l’action sociale et des familles n’est que partiellement applicable en Polynésie française et le statut de pupille de l’État y reste inexistant, malgré une ordonnance de 2000. Toutefois, l’avis no 359-500 du Conseil d’État du 4 février 1997 précise que le service des affaires sociales créé par le Gouvernement de la Polynésie française le 27 janvier 1983 a les mêmes compétences que l’Aide sociale à l’enfance en métropole.
Le Code civil français, complété de dispositions à valeur réglementaire prises par les institutions territoriales (loi du pays), est donc seul appliqué aux situations de faʼaʼamu lorsqu’elles sont formalisées juridiquement. Trois dispositifs du Code civil sont utilisés :
- la délégation-partage de l’autorité parentale, impliquant un accord entre les parents de naissance (délégants) et la famille d’accueil (délégataires) qui reçoit et partage avec les parents l’autorité parentale, le droit et le devoir de garde et d’éducation de l’enfant,
- l’adoption simple, qui créé un lien de filiation additionnel (permettant à un enfant d’avoir trois ou quatre parents), où seuls les parents adoptifs auront l’autorité parentale, mais les parents de naissance continuent à transmettre leur nom et leur enfant reste leur héritier réservataire,
- l’adoption plénière, qui substitue un nouveau lien de filiation au lien d’origine, où tous les liens légaux avec les parents de naissance sont rompus.

En France, depuis la loi du 11 juillet 1966, il est imposé que les enfants de moins de deux ans soient d’abord confiés à l’aide sociale à l’enfance (hormis dans le cas d’adoption de l’enfant du conjoint). Pour adapter cette disposition avec la forme d’adoption ouverte ou de placement volontaire pratiquée en Polynésie française, deux solutions permettent de concilier le droit français et les pratiques locales lorsque l’enfant est âgé de moins de deux ans. Dans la majorité des cas (environ 80 %), l’enfant est d’abord confié pour deux ans à sa future famille par une délégation de l’autorité parentale, et adopté ensuite. Dans l’autre solution, les mères ou les couples désireux de donner leur enfant en adoption se tournent vers les services sociaux qui vont les mettre en relation avec les postulants. Dès sa naissance, l’enfant est confié au service social et ses parents de naissance signent un consentement à l’adoption,. « Pendant les deux mois de période de rétractation l’enfant est confié à ses parents adoptifs, considérés comme famille d’accueil ». Par son arrêt du 21 septembre 2022, la Cour de cassation censure l’usage de la « délégation adoptive » au bénéfice de métropolitains qui ne peuvent pas être considérés comme « proche digne de confiance » au titre de l’article 377 alinéa 1 du code civil,,.
Et si l’arsenal juridique utilisé en Polynésie n’est que partiellement adapté aux pratiques vécues, beaucoup de situations de faʼaʼamu ne sont pas même formalisées juridiquement. La juriste Marie-Noël Capogna a ainsi proposé l’utilisation de la possession d’état comme réponse à des situations de fait, souvent non formalisées juridiquement.
La fiscalité sur le territoire étant géré en autonomie, le pouvoir fiscal appartient à l’assemblée de la Polynésie française. Celle-ci a reconnu un statut aux enfants faʼaʼamu en les assimilant aux ayants droit en ligne directe pour les donations et les donations-partages.

## Adoption par des métropolitains
L’adoption par des couples métropolitains présente une problématique spécifique : si la formalisation juridique obligatoire est d’impact positif (mais avec des lois qui ignorent les [Quoi ?] particulières locales et n’en proposent pas d’encadrement spécifique, alors que l’adoption faʼaʼamu est plus proche de l’adoption ouverte, inconnue en droit français), l’ignorance du contexte culturel du faʼaʼamuraʼa, impliquant don et contre-don (et donc le maintien de relations étroites entre les familles donneuses et receveuses), est vue comme entraînant des effets sociaux négatifs en Polynésie.
Dans son rapport de 2009, le Défenseur des enfants a souligné certains abus liés à l’adoption par des métropolitains : « prospection intensive en Polynésie française par des métropolitains pour obtenir des enfants à adopter, accompagnée de pressions sur la famille polynésienne, surtout la mère, pour qu’elle consente à l’adoption, rupture du lien avec la famille biologique après le départ de l’enfant », même si la situation s’améliore. Soulignant le caractère partiellement inadéquat de la législation actuelle, il émet une recommandation spécifique :

« R 40 - Mettre en place des dispositions plus protectrices concernant spécifiquement l’adoption en Polynésie française. »

— Dominique Versini, Rapport de la Défenseure des enfants au Comité des droits de l’enfant des Nations Unies

### Adoption en Polynésie française
- Annie Billard, Ida Domingo, Marie Duval, Gérard Garnier et Martine Petrod, « Regards sur l’enfant faʼaʼamu… : À propos d’une approche anthropologique », dans Véronique Ho Wan, Regards sur l’enfant faʼaʼamu : l’adoption en Polynésie entre tradition et modernité, Papeete, A.P.R.I.F., 1993 (SUDOC 061767123), p. 27-29
- Kaethe Bessou, « Glossaire », dans Véronique Ho Wan, Regards sur l’enfant faʼaʼamu : l’adoption en Polynésie entre tradition et modernité, Papeete, A.P.R.I.F., 1993 (SUDOC 061767123), p. 114-117
- Marie-Noël Capogna, « L’adoption des enfants polynésiens (adoption : droit français - « Farāni ») », Association de juristes en Polynésie française,‎ mai 2006 (lire en ligne)
- C. C., « La prise en compte de la coutume de l’enfant dit « faʼaʼamu » », Association de juristes en Polynésie française,‎ 9 septembre 2012 (lire en ligne)
- Marie-Noël Capogna, « L’adoption des enfants polynésiens (adoption : droit français - « Farāni ») », Association de juristes en Polynésie française,‎ mai 2006 (lire en ligne)
- Marie-Noël Charles, « Le rôle de la possession d’état dans la filiation de l’enfant « faʼaʼamu » en Polynésie française », Droit et société, vol. 30, no 1,‎ 1995, p. 445-462 (DOI 10.3406/dreso.1995.1346)
- Marie-Noël Charles, « L’enfant faʼaʼamu vu par le droit », dans Véronique Ho Wan, Regards sur l’enfant faʼaʼamu : l’adoption en Polynésie entre tradition et modernité, Papeete, A.P.R.I.F., 1993 (SUDOC 061767123), p. 85-91
- Jean-Michel Chazine, « De l’adoption à la filiation en Polynésie : une logique paradoxale », dans Véronique Ho Wan, Regards sur l’enfant faʼaʼamu : l’adoption en Polynésie entre tradition et modernité, Papeete, A.P.R.I.F., 1993 (SUDOC 061767123), p. 40-44
- Marc Cizeron, « L’enfant faʼaʼamu eu quotidien, en 1992 : Aspects positifs et négatifs », dans Véronique Ho Wan, Regards sur l’enfant faʼaʼamu : l’adoption en Polynésie entre tradition et modernité, Papeete, A.P.R.I.F., 1993 (SUDOC 061767123), p. 53-56
- Fare Tama Hau, « États des lieux de l’enfance en danger en Polynésie française », 2005
- Agnès Fine, « Regard anthropologique et historique sur l’adoption : Des sociétés lointaines aux formes contemporaines », Informations sociales, no 146,‎ 2008, p. 8-19 (lire en ligne)
- (en) Irving Goldman, Ancient Polynesian society, Chicago, University of Chicago Press, 1970, 625 p. (ISBN 978-0-226-30114-3)
- Véronique Ho Wan, « Le cheminement du projet sur l’enfant faʼaʼamu », dans Véronique Ho Wan, Regards sur l’enfant faʼaʼamu : l’adoption en Polynésie entre tradition et modernité, Papeete, A.P.R.I.F., 1993 (SUDOC 061767123), p. 16-20
- Terence Ienfa, « Le Fa’amu, l’adoption polynésienne expliquée par Simone Grand au Quai Branly », Tahiti infos,‎ 3 juin 2011 (lire en ligne)
- Institut de la statistique de la Polynésie française, « Tama en chiffres 2009 »
- Hervé Le Cléac’h, Pona Tekao Tapapa’ia : Lexique marquisien-français, Papeete, ‘Eo Enata, 1997, 359 p. (ISBN 978-2-9511995-0-7)
- (en) Robert I. Levy, Tahitians : Mind and Experience in the Society Islands, Chicago, University of Chicago Press, 1973, 547 p. (ISBN 978-0-226-47607-0, lire en ligne)
- Philippe Nadeau, « Le faʼaʼamu, chance ou malchance pour l’enfant : constats psychologiques et sociologiques actuels dans la pratique d’un service de psychiatrie-infanto-juvénile », dans Véronique Ho Wan, Regards sur l’enfant faʼaʼamu : l’adoption en Polynésie entre tradition et modernité, Papeete, A.P.R.I.F., 1993 (SUDOC 061767123), p. 100-102
- (en) Douglas Oliver, Ancient Tahitian Society, vol. 2 : Social Relations, Honolulu, University of Hawaii Press, 1975, 1419 p. (ISBN 978-0-8248-0267-7)
- (en) Douglas Oliver, Two Tahitian Villages : A Study in Comparison, Laie, Hawaii, The Institute for Polynesian Studies, 1981, 557 p. (ISBN 978-0-939154-22-7), p. 340-371
- Paul Ottino, Rangiroa : Parenté étendue, résidence et terres dans un atoll polynésien, Paris, Éditions Cujas, 1972 (ISBN 978-2-254-72922-7)Claude Robineau, « Ottino, Paul. Rangiroa. Parenté étendue, résidence et terres dans un atoll polynésien [compte rendu] », Journal de la Société des océanistes, vol. 32, no 50,‎ 1976, p. 121-128 (lire en ligne)
- T P, « Adoption en Polynésie : Le « tamariʼi faʼaʼamu », entre rites et modernisation », Tahiti infos,‎ 7 janvier 2013 (lire en ligne)
- Jean-Marc Pambrun, « L’adoption en Polynésie orientale : une épine dans le pied de l’anthropologie de la parenté polynésienne », dans Véronique Ho Wan, Regards sur l’enfant faʼaʼamu : l’adoption en Polynésie entre tradition et modernité, Papeete, A.P.R.I.F., 1993 (SUDOC 061767123), p. 31-35
- Michel Panoff, La terre et l’organisation sociale en Polynésie, Paris, Payot, 1970 (ISBN 978-2-228-88046-6)
- Jean-Marius Raapoto, « Te ʼutuafare », dans Véronique Ho Wan, Regards sur l’enfant faʼaʼamu : l’adoption en Polynésie entre tradition et modernité, Papeete, A.P.R.I.F., 1993 (SUDOC 061767123), p. 46-49
- Bernard Rigo, Altérité polynésienne ou les métamorphoses de l’espace-temps, Paris, CNRS Éditions, 2004, 350 p. (ISBN 978-2-271-06210-9)
- Louis Rollin, Mœurs et coutumes des anciens Maoris des îles Marquises, Papeete, Stepolde, 1974 (SUDOC 000101761)
- Christophe Serra Mallol, Nourritures, abondance et identité : Une socio-anthropologie de l’alimentation à Tahiti, Pirae, Au vent des îles, coll. « Culture océanienne », 2010, 545 p. (ISBN 978-2-915654-67-7, lire en ligne)
- Jérémie Silvestro, « Le faʼaʼamu, parent pauvre du droit français ? », sur Suppositio partus, 24 juillet 2017
- (en) Aleardo Zanghellini, « Queer Kinship Practices in Non-Western Contexts : French Polynesia’s Gender-variant Parents and the Law of La République », Journal of Law and Society, vol. 37, no 4,‎ décembre 2010, p. 651–677 (DOI 10.1111/j.1467-6478.2010.00525.x)
- Documentaire : Éliane Köller, Ma famille adoptée, 2011
- Documentaire : Jacques Navarro-Rovira, « Faʼaʼamu, les enfants confiés de Polynésie », sur France ô, 23 mai 2019Axel Leclercq, « Faire don de son enfant : en Polynésie, une tradition méconnue », Positivr,‎ 24 mai 2019 (lire en ligne)

### Adoption en Océanie
- Guy Agniel, « Adaptations juridiques des particularismes sociologiques locaux », dans Paul De Deckker, Coutume autochtone et évolution du droit dans le Pacifique Sud, Paris, L’Harmattan, 1995 (ISBN 978-2-7384-3469-2)
- Étienne Cornut, « La juridicité de la coutume kanak », Droit et cultures, vol. 60, no 2,‎ 2010 (lire en ligne)
- Monique Jeudy-Ballini, « Naître par le sang, renaître par la nourriture : un aspect de l’adoption en Océanie », dans Agnès Fine, Adoptions : Ethnologie des parentés choisies, Paris, Éditions de la Maison des sciences de l’homme, 1998 (ISBN 978-2-7351-0773-5, DOI 10.4000/books.editionsmsh.611), p. 19-44
- Isabelle Leblic, « Adoptions et transferts d’enfants dans la région de Ponérihouen », dans Alban Bensa et Isabelle Leblic (dir.), En pays kanak : Ethnologie, linguistique, archéologie, histoire de la Nouvelle Calédonie, Paris, Éditions de la Maison des sciences de l’homme, coll. « Ethnologie de la France », 2000 (ISBN 978-2-7351-0864-0, DOI 10.4000/books.editionsmsh.2772), p. 49-67
- Isabelle Leblic, De l’adoption : des pratiques de filiation différentes, Clermont-Ferrand, Presses universitaires Blaise-Pascal, coll. « Anthropologie », 2004, 340 p. (ISBN 978-2-84516-231-0, lire en ligne)Sophie Nizard, « Isabelle Leblic, éd., De l'adoption. Des pratiques de filiation différentes », Archives de sciences sociales des religions, nos 131-132,‎ 2005 (lire en ligne)
- Marie-Odile Pérouse de Montclos, Marie-Emmanuelle Ducamp et Blandine Ridel, « Lien social et processus d’attachement chez l’enfant adopté en milieu kanak », La psychiatrie de l’enfant, vol. 44, no 1,‎ 2001, p. 233-265 (DOI 10.3917/psye.441.0233)
- Martine Petrod, « Bibliographie : l’adoption en Océanie », dans Véronique Ho Wan, Regards sur l’enfant faʼaʼamu : l’adoption en Polynésie entre tradition et modernité, Papeete, A.P.R.I.F., 1993 (SUDOC 061767123), p. 114-117
- (en) Joan B. Silk, « Adoption and Kinship in Oceania », American Anthropologist, vol. 82, no 4,‎ décembre 1980, p. 799-820 (DOI 10.1525/aa.1980.82.4.02a00050)
- (en) Carroll Vern (dir.), Adoption In Eastern Oceania, Honolulu, University of Hawaii Press, 1970 (ISBN 978-0-87022-110-1)

### Adoption faʼaʼamu en métropole
- Philippe Binet, « Enfants fa’a’amu : ne pas couper les racines », La Dépêche de Tahiti,‎ 13 mars 2017 (lire en ligne)
- DILA, « Placement volontaire d’un enfant par ses parents », sur Service-public.fr, 12 juillet 2016
- Sabine Laîné, 1, 2, 3, mes petits koalas…, Paris, L’Harmattan, 2005, 212 p. (ISBN 978-2-7475-8184-4)
- (en) Isabelle Leblic, « From French Polynesia to France : The Legacy of faʼaʼamu Traditional Adoption in “International” Adoption », Anthropologica, vol. 56, no 2,‎ juillet 2014, p. 449-462 (lire en ligne)
- Jean-Vital de Monléon, « Adoption polynésienne vue par les Popaʼa et vécue par les Polynésiens », Tahiti-Pacifique, no 139,‎ novembre 2002, p. 15-
- Jean-Vital de Monléon, « Adoption simple ou adoption plénière : malentendu au regard de la Polynésie Française », Tahiti-Pacifique, no 224,‎ décembre 2009, p. 32-
- Jean-Vital de Monléon, « Sentiments polynésiens sur l’adoption par les Popa’a », Bulletin Amades, no 52,‎ 2002 (lire en ligne)
- Jean-Vital de Monléon, « L’adoption en Polynésie française et les métropolitains : de la stupéfaction à la participation », dans Isabelle Leblic, De l’adoption : Des pratiques de filiation différentes, Clermont-Ferrand, Presses universitaires Blaise-Pascal, coll. « Anthropologie », 2004 (ISBN 978-2-84516-231-0), p. 49-79
- Claire Neilz, « Une maman comblée grâce à l’adoption », La Nouvelle République du Centre-Ouest,‎ 29 juillet 2014 (lire en ligne)
- Dominique Versini, Rapport de la Défenseure des enfants au Comité des droits de l’enfant des Nations Unies, Défenseur des enfants, 2009 (lire en ligne)

### Le faʼaʼamu dans la littérature
- Isabelle Benguigui, Fa'a'amu, l'archipel des femmes, Paris, L'Harmattan, 2022, 238 p. (ISBN 978-2-14-027673-6)
- Prisca Guillemette-Artur, On vous souhaite tout le bonheur du monde : roman, Paris, L’Harmattan, 2017, 280 p. (ISBN 978-2-343-13629-5)
- Véronique Bachelier, Faʼaʼamu ; mes enfants adoptés, Joué-lès-Tours, ID France Loire, 2014, 325 p. (ISBN 979-10-92323-04-7)
- Marc Darnois et Bob Putigny, Tahiti, dernier paradis, Paris, Éditions de la pensée moderne, coll. « Collection la marche du monde » (no 24), 1958, 9e éd. (BNF 32549315)
- Alexandre Dumas, Journal d’une Parisienne en voyage, Papeete, Éditions Avant et après, 2001 (1re éd. 1855) (ISBN 978-2-907716-17-8)
- Alex W. du Prel, Le bleu qui fait mal aux yeux, Moorea, Éditions de Tahiti, 2011 (1re éd. 1999) (ISBN 978-2-907776-37-0)
- Roxane Marie Galliez (ill. Nicolas Bernier), Faʼaʼamu, le petit secret de la nuit, Papeete, Au vent des îles, coll. « Jeunesse », 2004 (ISBN 978-2-909790-37-4)
- Tugdual de Gouvello, Enfant fa’a’amu, Paris, Édilivre, coll. « Classique », 2017 (ISBN 978-2-414-08638-2)
- Roger Lombardot, Faʼaʼamu l’enfant adoptif, Le Revest-les-Eaux, Cahiers de l’Égaré, 2006, 53 p. (ISBN 978-2-908387-93-3)
- Titaua Peu, Mutismes, Papeete, Haere Pō, 2003, 128 p. (ISBN 978-2-904171-53-6)
- Titaua Peu, Pina, Papeete, Au Vent des Iles, coll. « Littératures du Pacifique », 2016, 368 p. (ISBN 978-2-36734-149-1)